# 胡貴
胡貴（？—1760年），字爾恆，諡勤愨，福建省]泉州府同安縣（今福建省同安縣）人，清朝政治人物、军事将领。
雍正三年，任水師提標後營把總。雍正五年，任水師提標右營千總。雍正六年，任守備。雍正八年，任後營遊擊。雍正十一年，任閩粵南澳鎮標左營遊擊。雍正十二年，任浙江玉環營參將。乾隆四年，任瑞安協水師副將。乾隆八年，任江南蘇松鎮總兵官。乾隆十三年，任廣東潮州鎮總兵。乾隆十六年，任瓊州鎮總兵。乾隆十八年，任廣東提督。乾隆二十二年，任福建水師提督。同年改浙江提督。乾隆二十三年，再任廣東提督。乾隆二十九年去世，諡勤慤。有子胡振聲。

## 延伸阅读
[在维基数据编辑]
 《清史稿/卷335》，出自趙爾巽《清史稿》